# Madeleine Thien
Madeleine Thien (Vancouver, 25 de maio de 1974) é uma romancista canadense premiada. Sua obra de maior prestígio, Do Not Say We Have Nothing (em português: Não Diga que Não Temos Nada), publicado em 2016, ganhou os prêmios Governor General’s Literary Award e Scotiabank Giller Prize.

## Biografia

### Vida pessoal
Nasceu em 25 de maio de 1974, na cidade de Vancouver, no Canadá, como filha de imigrantes malaio-chineses. Graduou-se em dança pela Universidade de Simon Fraser; e em 2001, terminou seu mestrado em escrita criativa na Universidade da Colúmbia Britânica. Em 2002, foi palestrante no Festival Literário em Hong Kong, terra natal de sua mãe. Após o festival, viajou pela China, onde conheceu parte de sua família. Thien viaja constantemente e já morou em Singapura, Amsterdã, Quebec e Montreal. Gosta de escrever suas obras durante suas viagens e sentada em cafés.

### Carreira
Thien publicou sua primeira obra em 2001, chamada Simple Recipes (em português: Receitas Simples), uma coleção de contos focada em relações familiares e conflitos entre gerações e culturas. Entre os anos de 2010 e 2015, trabalhou como professora do programa de escrita da City University of New York. Em 2016, publicou sua obra que ganhou mais reconhecimento, o romance Do Not Say We Have Nothing (em português: Não Diga que Não Temos Nada), um drama que desenrola durante a revolta comunista da China e as limitações à expressão artística durante este período; a obra foi traduzida para 25 idiomas e recebeu dois prêmios. Thien também foi co-editora da edição de outono de 2017 da revista Granta, uma edição de celebração à escrita canadense, e em 2022 lançou, juntamente com a compositora Alice Ping Yee Ho, o tradutor Paul Yee e a dramaturga Marjorie Chan, o libreto da ópera de Chinatown.

## Obras
- 2001 - Simple Recipes.[1]
- 2001 - The Chinese Violin. (literatura infantil).[1]
- 2006 - Certainty.[1]
- 2011 - Dogs at the Perimeter.[1]
- 2016 - Do Not Say We Have Nothing.[1]

## Prêmios
- 2001 - Air Canada Emerging Writer Award. (como escritora canadense mais promissor abaixo dos 30 anos).[1]
- 2001 - City of Vancouver Book Award.[1]
- 2002 - VanCity Book Prize.[1]
- 2002 - Ethel Wilson Fiction Prize.[1]
- 2016 - Governor General’s Literary Award. (pela obra: Do Not Say We Have Nothing).[1]
- 2016 - Scotiabank Giller Prize. (pela obra: Do Not Say We Have Nothing)[1]
- 2016 - Edward Stanford Travel Writing Award.[6]